# Lista över Kubas statschefer

Presidentens standar.

Detta är en lista över Kubas statschefer

## Statschefer

### Republiken Kuba (1902–59)
| 0                       | № | Porträtt | Namn                            | starttid    | Sluttid           | Politiskt parti                  |
| ----------------------- | - | -------- | ------------------------------- | ----------- | ----------------- | -------------------------------- |
| President av republiken | 1 |          | Tomás Estrada Palma (1835–1908) | 20 maj 1902 | 28 september 1906 | Partido Republicano de La Habana |

### Andra Ockupationen av Kuba
| 0                       | № | Porträtt | Namn                              | starttid          | Sluttid         | Tillsatt av                  |
| ----------------------- | - | -------- | --------------------------------- | ----------------- | --------------- | ---------------------------- |
| Provisoriska guvernörer | — |          | William Howard Taft (1857–1930)   | 29 september 1906 | 13 oktober 1906 | President Theodore Roosevelt |
| Provisoriska guvernörer | — |          | Charles Edward Magoon (1861–1920) | 13 oktober 1906   | 28 januari 1909 | President Theodore Roosevelt |

### Republiken Kuba (1902–59)
| 0                                                         | №  | Porträtt         | Namn                                              | starttid          | Sluttid           | Politiskt parti                        |
| --------------------------------------------------------- | -- | ---------------- | ------------------------------------------------- | ----------------- | ----------------- | -------------------------------------- |
| Presidenter av republiken Presidente de Republica de Cuba | 2  |                  | José Miguel Gómez (1858–1921)                     | 28 januari 1909   | 20 maj 1913       | Partido Liberal de Cuba                |
| Presidenter av republiken Presidente de Republica de Cuba | 3  |                  | Mario García Menocal (1866–1941)                  | 20 maj 1913       | 20 maj 1921       | Partido Conservador                    |
| Presidenter av republiken Presidente de Republica de Cuba | 4  |                  | Alfredo Zayas y Alfonso (1861–1934)               | 20 maj 1921       | 20 maj 1925       | Partido Popular Cubano - Liga Nacional |
| Presidenter av republiken Presidente de Republica de Cuba | 5  |                  | Gerardo Machado (1871–1939)                       | 20 maj 1925       | 12 augusti 1933   | Partido Liberal de Cuba                |
| Presidenter av republiken Presidente de Republica de Cuba | —  |                  | Alberto Herrera y Franchi (1874–1954)             | 12 augusti 1933   | 13 augusti 1933   | Militär utan politiskt parti           |
| Presidenter av republiken Presidente de Republica de Cuba | —  |                  | Carlos Manuel de Céspedes y Quesada (1871–1939)   | 13 augusti 1933   | 5 september 1933  | A.B.C. Revolutionary Society           |
| Exekutiva kommissionärer av det provisoriska rådet        | —  |                  | Ramón Grau (1881–1969)                            | 5 september 1933  | 10 september 1933 | Partido Auténtico                      |
| Exekutiva kommissionärer av det provisoriska rådet        | —  |                  | Guillermo Portela y Möller (1886–1958)            | 5 september 1933  | 10 september 1933 | Partido Liberal de Cuba                |
| Exekutiva kommissionärer av det provisoriska rådet        | —  |                  | José Miguel Irisarri y Gamio (1895–1968)          | 5 september 1933  | 10 september 1933 | Conservative Party                     |
| Exekutiva kommissionärer av det provisoriska rådet        | —  |                  | Sergio Carbó y Morera (1891–1971)                 | 5 september 1933  | 10 september 1933 | Cuban Popular Party-National League    |
| Exekutiva kommissionärer av det provisoriska rådet        | —  |                  | Porfirio Franca y Álvarez de la Campa (1878–1950) | 5 september 1933  | 10 september 1933 | Partido Liberal de Cuba                |
| Presidenter av republiken Presidente de Republica de Cuba | 6  |                  | Ramón Grau (1881–1969)                            | 10 september 1933 | 15 januari 1934   | Partido Auténtico                      |
| Presidenter av republiken Presidente de Republica de Cuba | —  |                  | Carlos Hevia (1900–1964)                          | 15 januari 1934   | 18 januari 1934   | Partido Auténtico                      |
| Presidenter av republiken Presidente de Republica de Cuba | —  |                  | Manuel Márquez Sterling (1872–1934)               | 18 januari 1934   | 18 januari 1934   | Independent                            |
| Presidenter av republiken Presidente de Republica de Cuba | —  |                  | Carlos Mendieta (1873–1960)                       | 18 januari 1934   | 11 december 1935  | National Union                         |
| Presidenter av republiken Presidente de Republica de Cuba | —  |                  | José Agripino Barnet (1864–1945)                  | 11 december 1935  | 20 maj 1936       | National Union                         |
| Presidenter av republiken Presidente de Republica de Cuba | 7  |                  | Miguel Mariano Gómez (1889–1950)                  | 20 maj 1936       | 24 december 1936  | National Union                         |
| Presidenter av republiken Presidente de Republica de Cuba | 8  |                  | Federico Laredo Brú (1875–1946)                   | 24 december 1936  | 10 oktober 1940   | National Union                         |
| Presidenter av republiken Presidente de Republica de Cuba | 9  |                  | Fulgencio Batista (1901–1973)                     | 10 oktober 1940   | 10 oktober 1944   | Democratic Socialist Coalition         |
| Presidenter av republiken Presidente de Republica de Cuba | 10 |                  | Ramón Grau (1881–1969)                            | 10 oktober 1944   | 10 oktober 1948   | Partido Auténtico                      |
| Presidenter av republiken Presidente de Republica de Cuba | 11 |                  | Carlos Prío Socarrás (1903–1977)                  | 10 oktober 1948   | 10 mars 1952      | Partido Auténtico                      |
| Presidenter av republiken Presidente de Republica de Cuba | —  |                  | Fulgencio Batista (1901–1973)                     | 10 mars 1952      | 24 februari 1955  | Progressive Action Party               |
| Presidenter av republiken Presidente de Republica de Cuba | 12 | 24 februari 1955 | Fulgencio Batista (1901–1973)                     | 1 januari 1959    |                   | Progressive Action Party               |
| Presidenter av republiken Presidente de Republica de Cuba | —  |                  | Anselmo Alliegro y Milá (1899–1961)               | 1 januari 1959    | 2 januari 1959    | Progressive Action Party               |
| Presidenter av republiken Presidente de Republica de Cuba | —  |                  | Carlos Manuel Piedra (1895–1988)                  | 2 januari 1959    | 3 januari 1959    | Independent                            |

### Republiken Kuba (sedan revolutionen)
| 0 | №    | Porträtt                                                               | Namn                                 | starttid        | Sluttid          | Politiskt parti                              |  |
| --- | ---- | ---------------------------------------------------------------------- | ------------------------------------ | --------------- | ---------------- | -------------------------------------------- |  |
| Presidenter av republiken Presidente de Republica de Cuba                                                   | 13   |                                                                        | Manuel Urrutia Lleó (1901–1981)      | 3 januari 1959  | 18 juli 1959     | Independent                                  |  |
| Presidenter av republiken Presidente de Republica de Cuba                                                   | 14   |                                                                        | Osvaldo Dorticós Torrado (1919–1983) | 18 juli 1959    | 2 december 1976  | Popular Socialist Party (till 26 mars 1962.) |  |
| Presidenter av republiken Presidente de Republica de Cuba                                                   | (14) | United Party of the Cuban Socialist Revolution Communist Party of Cuba | Osvaldo Dorticós Torrado (1919–1983) | 18 juli 1959    | 2 december 1976  |                                              |  |
| Presidenter i stats- och ministerråden Presidente de Consejos de Estado y de Ministros de Republica de Cuba | 15   |                                                                        | Fidel Castro (1926–2016)             | 2 december 1976 | 24 februari 2008 | Partido Comunista de Cuba                    |  |
| Presidenter i stats- och ministerråden Presidente de Consejos de Estado y de Ministros de Republica de Cuba | —    |                                                                        | Raúl Castro (1931–)                  | 31 juli 2006    | 24 februari 2008 | Partido Comunista de Cuba                    |  |
| Presidenter i stats- och ministerråden Presidente de Consejos de Estado y de Ministros de Republica de Cuba | 16   | 24 februari 2008                                                       | Raúl Castro (1931–)                  | 19 april 2018   |                  | Partido Comunista de Cuba                    |  |
| Presidenter av republiken Presidente de Republica de Cuba                                                   | 17   |                                                                        | Miguel Díaz-Canel (1960–)            | 19 april 2018   |                  | Partido Comunista de Cuba                    |  |